# Regiswindis

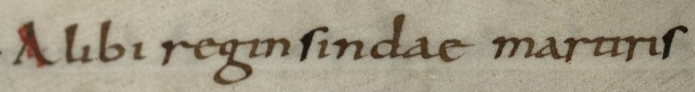
Älteste schriftliche Erwähnung in einer Handschrift des 9. Jahrhunderts

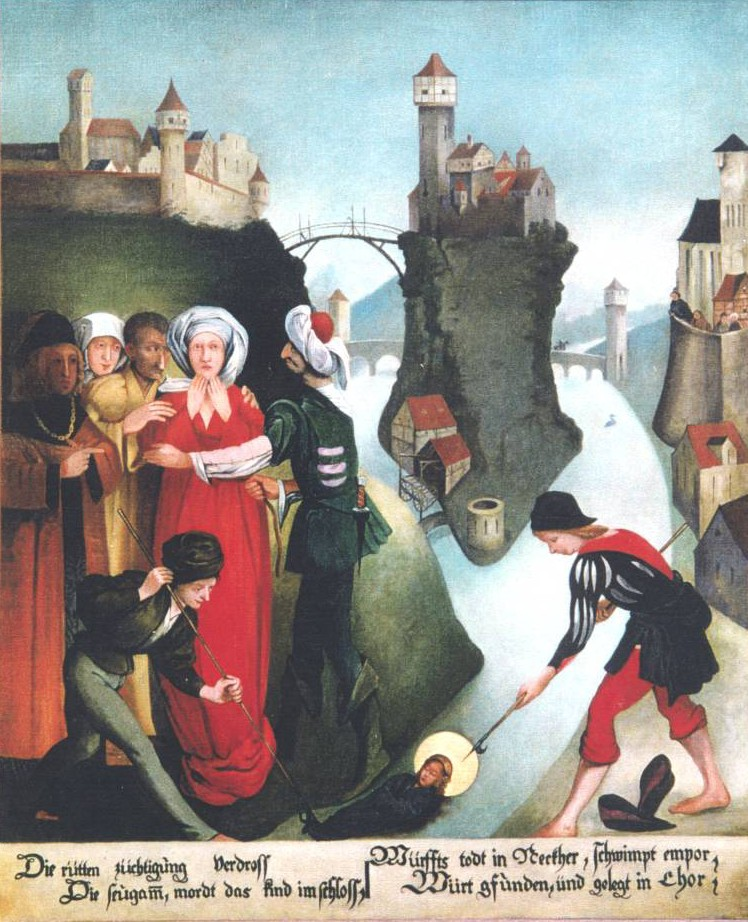
Regiswindis wird tot im Neckar treibend aufgefunden. Gemälde in der Regiswindiskirche

Regiswindis, auch Reginswind, Reginswindis oder Rensin (* um 832 in Lauffen am Neckar; † um 839 ebenda im Alter von sieben Jahren) ist eine Ortsheilige in Lauffen am Neckar. Der Sage nach soll sie eine Grafentochter gewesen sein, die dort ermordet wurde, seit dem 13. Jahrhundert gilt sie als Heilige. Außer in Lauffen sind ihr auch an weiteren Orten Kirchen geweiht.

## Geschichte

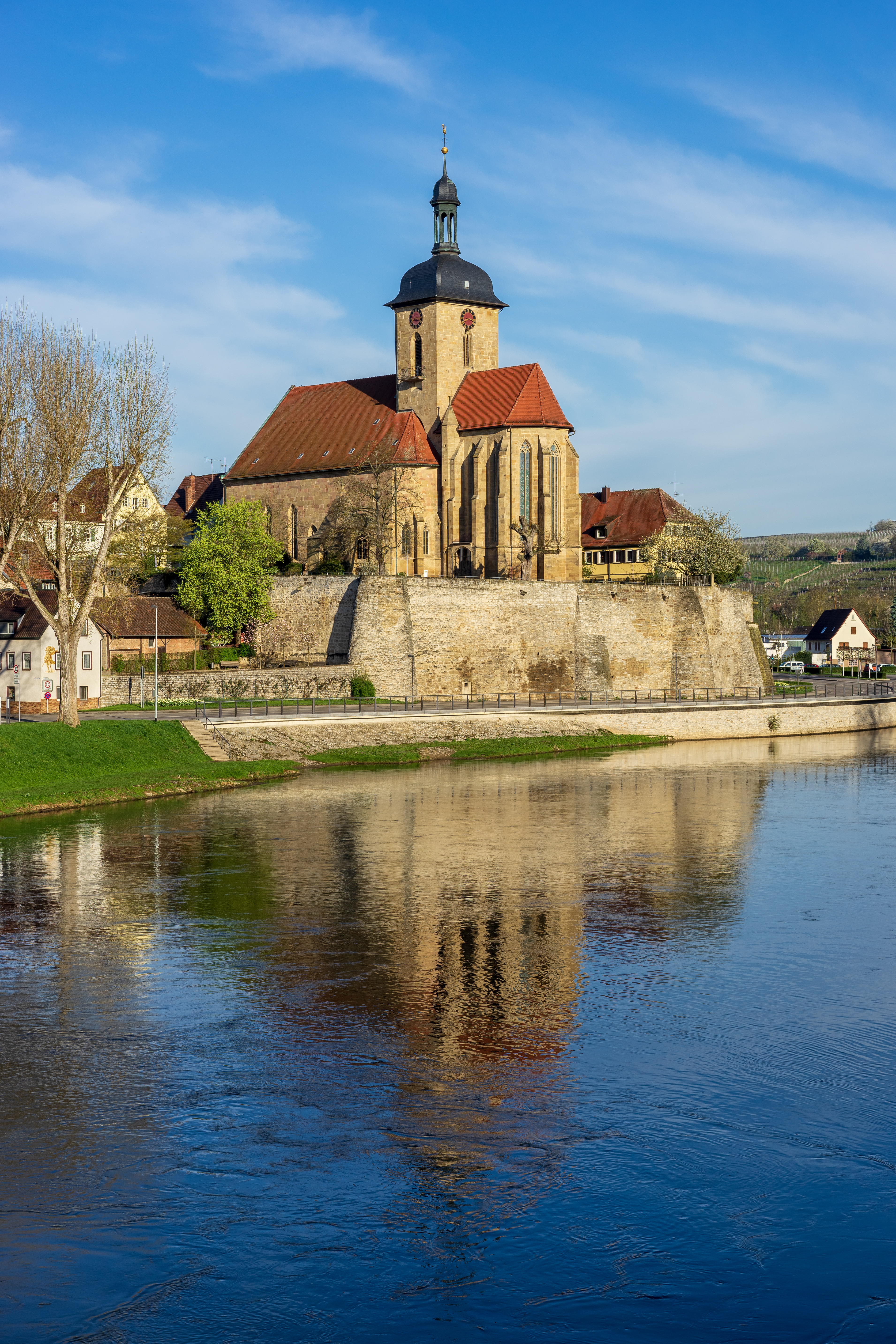
Die Regiswindiskirche in Lauffen steht auf einem Felsen am Neckar

Regiswindis war angeblich die Tochter des Grenzgrafen Ernst aus dem oberpfälzischen Nordgau, der im 9. Jahrhundert von Kaiser Ludwig dem Frommen mit Lauffen belehnt wurde.
Nach der Sage ließ der Graf seinen Pferdeknecht wegen Unachtsamkeit auspeitschen. Die Schwester dieses Knechtes sei die Amme der kleinen Regiswindis gewesen, und aus Rache soll diese daraufhin die ihr anvertraute Regiswindis erwürgt und vom Burgfelsen hinab in den Neckar gestoßen haben. Die Amme wollte sich danach selbst in den Fluss stürzen, hinzutretendes Volk hielt sie aber davon ab und sie gestand ihr Verbrechen. Drei Tage später wurde das tote Mädchen von Lauffener Fischern aus dem Neckar gezogen, mit rötlicher Haut, glücklichem Gesichtsausdruck und gefalteten Händen – nach anderen Quellen: mit ausgestreckten Armen, so dass also ihr Leib die Form eines Kreuzes zeigte.
Der Leichnam wurde zunächst auf dem Kirchhof bestattet. Kurze Zeit später neigte sich die alte, aus dürftigem Holz erbaute Kirche dem Grab zu und stürzte tags darauf ein. Das Gebäude könnte die bereits im 8. Jahrhundert erwähnte Martinskirche gewesen sein oder aber eine nur zweifelhaft aus Fundamentresten nachweisbare Kirche, die dem Gewann „Kirchlein“ einst seinen Namen gab.
Der Würzburger Bischof Hunbert ließ daraufhin eine Kapelle errichten, in die die Gebeine der Regiswindis übertragen wurden. In der Folgezeit setzte eine Regiswindis-Verehrung ein und das Bistum Würzburg erwog, die Gebeine nach Würzburg zu überführen.
Regiswindis wurde der Literatur zufolge im Jahr 832 oder wenig später geboren und soll zum Zeitpunkt ihres Todes 7 Jahre alt gewesen sein, womit der Vorfall sich im Jahr 839 oder etwas danach zugetragen haben müsste. Die ältesten schriftlichen Quellen zu dieser Begebenheit datieren aus dem 11. Jahrhundert (Acta Sanctorum Jul.).
Im Jahr 1227 sprach der damalige Bischof von Würzburg Regiswindis schließlich heilig. Zu ihrer weiteren Verehrung legte man in diesem Jahr den Grundstein der Regiswindiskirche in Lauffen, die die neue Hauptkirche der Stadt wurde. Der Leichnam der Heiligen wurde in einen steinernen Sarg in dieser Kirche umgebettet. Im frühen 16. Jahrhundert verwahrte man die Reliquie dann in einem kostbaren silbernen Schrein im Inneren eines steinernen Schranks, der in der Chornordwand der Regiswindiskirche stand. Nach der Schlacht bei Lauffen 1534 kam der silberne Schrein abhanden, woraufhin die Gebeine in einen schlichteren Zinnsarg gebettet wurden, der wenig später ebenfalls verlorenging. Der alte steinerne Schrein von 1227 stand lange Zeit auf dem Friedhof, ehe er um 1880 in den Chor der neben der Regiswindiskirche stehenden St.-Anna-Friedhofskapelle versetzt wurde, die seit dieser Zeit als Regiswindiskapelle bezeichnet wird.

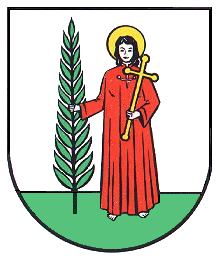
Ortswappen von Vilchband

## Kirchenpatrozinien
Neben der Kirche in Lauffen am Neckar gibt es noch weitere Regiswindiskirchen. Regiswindis ist die Patronin der Kirche in Vilchband im Main-Tauber-Kreis, wo sie auch im Ortswappen abgebildet ist. Die Stadtpfarrkirche in Gerolzhofen (Landkreis Schweinfurt) hieß bis ins 15. Jahrhundert Heilige Maria vom Rosenkranz und Heilige Regiswindis. Bis 1865 war Regiswindis Patronin der heutigen Pfarrkirche Mariä Himmelfahrt in Elfershausen. Alle drei Orte gehörten einst zum Bistum Würzburg.

## Rezeption
- Regiswindis. Legendenspiel von Dietzenschmidt, 1924